# Molekülbaukasten

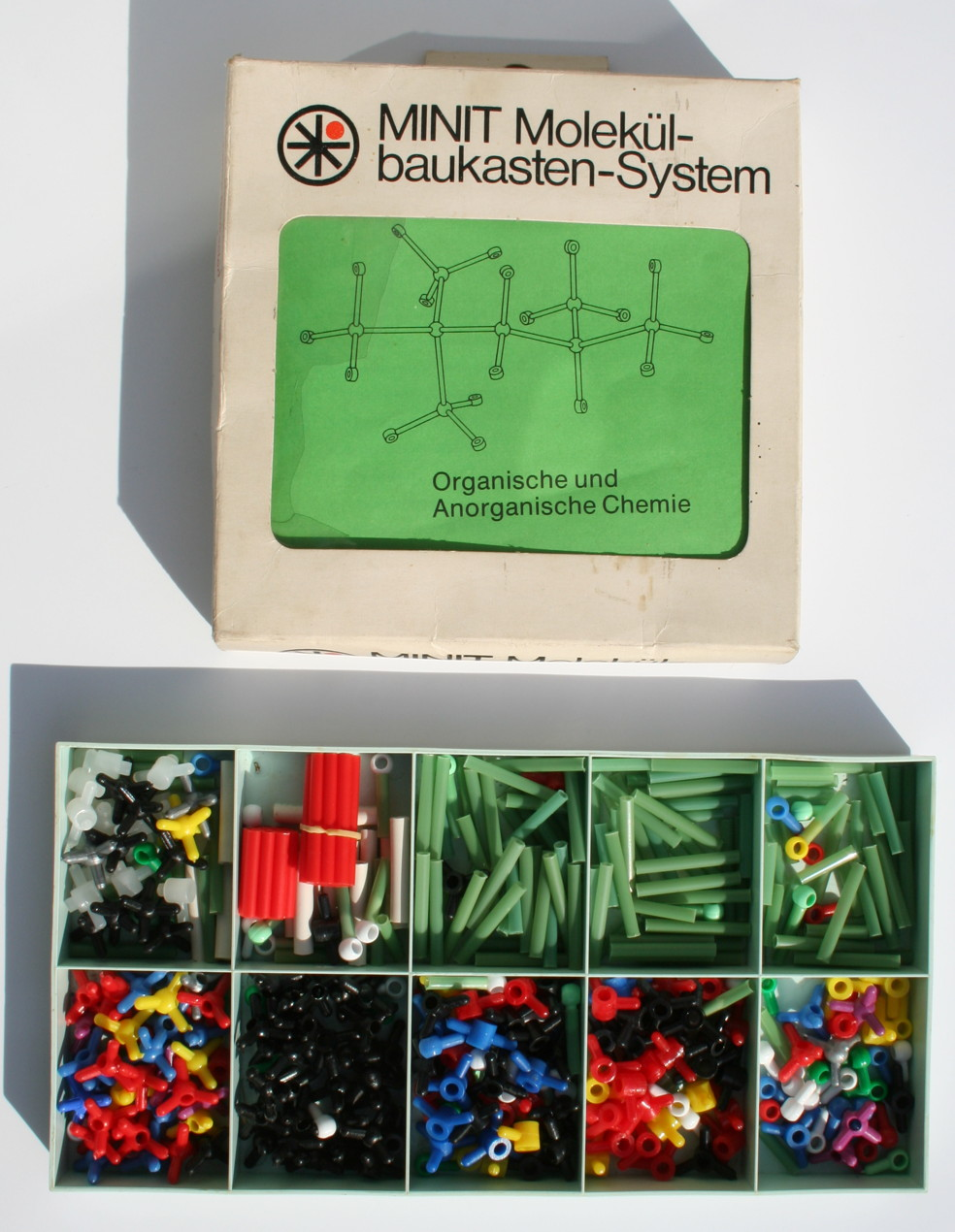
Molekülbaukasten mit Elementen aus Kunststoff („Minit-Molekülbaukasten“)

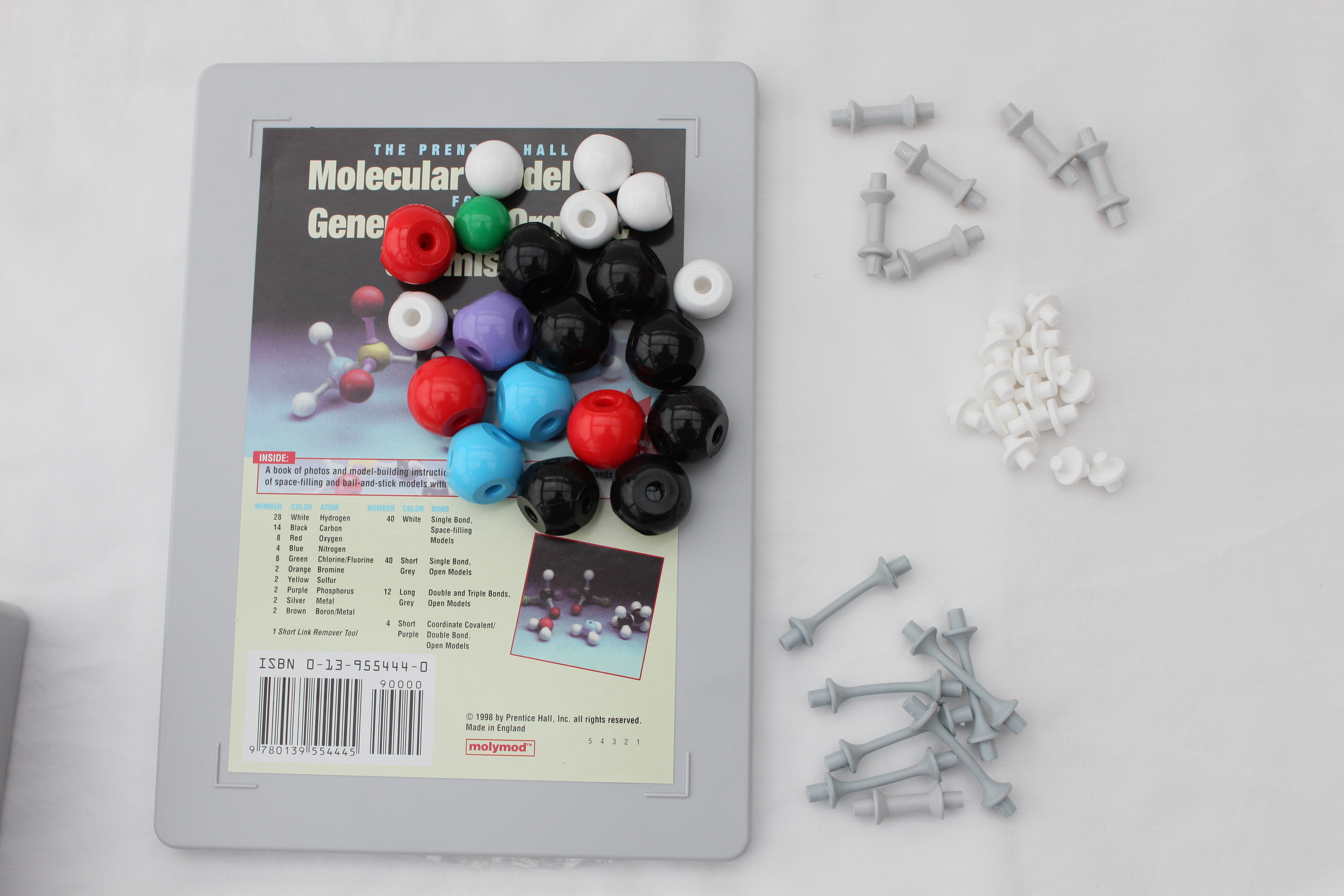
Molekülbaukasten mit Elementen aus Kunststoff („Prentice Hall-Molekülbaukasten“)

Ein Molekülbaukasten dient unter anderem im Chemieunterricht zur Veranschaulichung von Molekülverbindungen.

## Beschreibung
Die Atome werden dabei durch verschiedenfarbige Kugeln aus Kunststoff repräsentiert und die verschiedenen Bindungsarten durch Steckverbindungen in variierenden Farben. Ältere Baukästen bestehen aus magnetischen Metallkugeln, die durch die magnetische Anziehungskraft direkt aneinander haften oder durch Holzkugeln, die durch Holzstäbe miteinander verbunden werden. Verschiedene Bindungen können mit diesem System nicht dargestellt werden, auch sind der Transport bzw. die zusammengebaute Aufbewahrung für eine spätere Wiederverwendung nur schwer möglich. Es gibt zudem digitale Molekülbaukästen bzw. Molekülbauprogramme aus der Computerchemie. In diesen können molekulare Modellierung vorgenommen werden. Beispiele dazu sind die Programme Avogadro und Ghemical.
Es gibt Molekülbaukästen, welche bspw. nach dem Stäbchenmodell und dem Kugel-Stab-Modell ausgerichtet sind. Nachfolgend sind Moleküle in den jeweiligen Modellen dargestellt.
| Stäbchenmodell | Kugel-Stab-Modell | Kugel-Stab-Modell |
|                |                   |                   |
| -------------- | ----------------- | ----------------- |

## Nutzung im Chemieunterricht
Im Unterricht über Molekülstrukturen kann eine Lehrkraft Molekülbaukästen verwenden, um 3D-Darstellungen von Molekülstrukturen zu bauen. Dabei können ebenfalls die Lernenden selbst manuell mit den Baukästen, sprich den Atomen und Bindungsarten, arbeiten und so die Strukturen der Moleküle – die submikroskopische Ebene (vgl. Johnstone-Dreieck) – erfahren. Denn dreidimensionale Darstellungen von Molekülen können bestimmte Sachverhalte zeigen, die durch zweidimensionale Zeichnungen nicht vermittelt werden können, z. B. räumliche Eigenschaften. Da es Molekülbaukästen mit verschiedenen Darstellungsmodellen gibt und bei computergestützten Baukästen in der Regel zwischen den verschiedenen Darstellungen der Moleküle gewechselt werden kann, ist es möglich, den Schülern zu vermitteln, dass es mehrere Modelle von Molekülen gibt.
Die manuelle Arbeit mit analogen Molekülbaukästen fördert die Einprägsamkeit. So kann diese Arbeit von Lernenden mit Molekülbaukästen zum Verständnis 3-dimensionaler Modelle beitragen.